# 手子生城
手子生城（てごまるじょう）は、茨城県つくば市手子生（常陸国筑波郡）にあった日本の城。かつては手子丸城と称した。1982年（昭和57年）3月31日につくば市指定史跡に指定された。

## 歴史
鎌倉時代の正治年間（1199年-1201年）に小田知重により築かれたとされている。
それより代々小田氏の旗下城であったが、戦国時代の天正2年（1574年）に佐竹連合軍に敗れ、居城の小田城を失い土浦城に身を寄せていた小田氏治が奥州に落ち延びたため、多賀谷政経の支配下となった。この際に土浦城主であった菅谷範政は居城を追われているが、牛久の岡見氏の城に身を寄せ、岡見氏や土岐氏の支援を受け同年12月には土浦城を奪還している。
天正16年（1588年）3月に後北条氏が多賀谷氏を討伐するべく下妻に攻め入った際に、和睦の仲立ちをした範政が多賀谷氏より譲り受け、同年8月に居城の土浦城を佐竹氏に攻め入られた範政は手子丸城へと逃れた。
天正16年（1588年）に天羽源鉄が病死するまでの間は彼が手子丸城を守っており、没後は範政がそれを守っていたとする資料も存在している。
天正17年（1589年）には範政の君主である小田氏治が再起を図って手子丸城へと戻り旧臣を集め、小田城奪還を図ったが豊臣秀吉の小田原征伐の影響で北条氏からの支援も受けられず敗北し、手子丸城は天正18年（1590年）に落城した。範政は豊臣に下って徳川家康の陣に加わり、その戦功によって徳川の旗本となった。範政は主家再興を秀吉に願ったが成功しないうちに氏治は逃れていた京で老死してしまった。
慶長8年（1603年）に範政は5000石を拝領し、旧領である手子丸城へと戻り城を陣屋として使用した。この際に手子丸を手子生へと改めたという。元禄11年（1798年）に菅谷氏が遠州に国替えとなった際に廃城となり、以後徳川の旗本である堀田大五郎の知行所となった。

## 遺構
城跡は、南北320メートル×東西370メートルを測り。一部箇所は1982年（昭和57年）3月31日につくば市指定史跡に指定されている。
1985年（昭和60年）の時点では、主郭とされる曲輪の土塁は堀を埋めるために崩されていたものの、内堀の大部分や、外堀や土塁の一部が残っていた。しかしその後の耕地整理によって消滅しており、現在地表面上で視認出来る遺構は主郭と見られる曲輪の東側の堀跡のみとなっている。
城跡の範囲内では、1994年（平成6年）など、数次の発掘調査が実施されており、土中に埋没した幅7-9メートル規模の複数の堀や、土塁跡、建物跡などが発見されている。
現在は城跡に市の指定史跡であることを示す石碑が存在する。